# Mia Stadig
Ann-Marie Lillemor "Mia" Stadig, född 18 mars 1966 i Sundborn i Dalarna, är en svensk före detta skidskytt som tävlade för Dalregementets IF i Falun.
Stadig tog tillsammans med Inger Björkbom och Eva Korpela silvermedaljen i stafett i skidskytte-VM 1987 i Lahtis. Stadig deltog även i de olympiska vinterspelen 1992 i Albertville, Frankrike, där hon tillsammans med det svenska stafettlaget placerade sig på 6:e plats.